# Bistrița-Năsăud
Bistrița-Năsăud (IPA: ['bis.tri.ʦa nə.'sə.ud]; (mađarski:Beszterce-Naszód)  županija nalazi se u sjeverozapadnoj Rumunjskoj u povjesnoj pokrajini Transilvaniji. Glavni grad županije Bistrița-Năsăud je grad Bistrița.

## Demografija
Po popisu stanovništva iz 2002. godine na prostoru županije Bistrița-Năsăud živjelo je 317.254 stanovnika, dok je prosječna gustoća naseljenosti 58 stan/km².
- Rumunji - 90%[1]
- Mađari - 6%
- Romi

Nekada je u županiji živio veliki broj etničkih Nijemaca, ali zbog migracija i iseljavanja njihov broj je smanjen.
| Godina | Ukupno stanovnika |
| ------ | ----------------- |
| 1948.  | 233.650           |
| 1956.  | 255.789           |
| 1966.  | 269.954           |
| 1977.  | 286.628           |
| 1992.  | 326.820           |
| 2002.  | 311.657           |

## Zemljopis
Županija ima ukupno površinu od 5.355 km ². Jedna trećina površine zauzimaju planine iz Karpatske grupe. Ostatak površine je transilvanijski plato na sjeveru.
Glavne rijeke u županiji su Someșul i Bistrița na kojoj se nalazi veliki broj brana i jezera.

#### Susjedne županije
- Suceava na istoku.
- Cluj na zapadu.
- Maramureș na sjeveru.
- Mureș na jugu.

## Administrativna podjela
Županija Bistrița-Năsăud podjeljana je na jedan municipij, tri grada i 56 općina.

### Municipiji
- Bistrița

### Gradovi
- Beclean
- Năsăud
- Sângeorz-Băi

### Općine
| - Bistrița Bârgăului - Braniștea - Budacu de Jos - Budești - Căianu Mic - Cetate - Chiochiș - Chiuza - Ciceu-Giurgești - Ciceu-Mihăiești - Coșbuc - Dumitra - Dumitrița - Feldru | - Galații Bistriței - Ilva Mare - Ilva Mică - Josenii Bârgăului - Leșu - Lechința - Livezile - Lunca Ilvei - Maieru - Matei - Măgura Ilvei - Mărișelu - Miceștii de Câmpie - Milaș | - Monor - Negrilești - Nimigea - Nușeni - Parva - Petru Rareș - Poiana Ilvei - Prundu Bârgăului - Rebra - Rebrișoara - Rodna - Romuli - Runcu Salvei - Salva | - Sânmihaiu de Câmpie - șieu - Șieu-Odorhei - Șieu-Măgheruș - Șieuț - Șintereag - Silivașu de Câmpie - Spermezeu - Șanț - Târlișua - Teaca - Telciu - Tiha Bârgăului - Uriu | - Urmeniș - Zagra |

## Vanjske poveznice
|  | Zajednički poslužitelj ima još gradiva o temi Bistrița-Năsăud |